# Бабирово
Бабиро́во (бел. Бабірова) — деревня в составе Заволочицкого сельсовета Глусского района Могилёвской области Республики Беларусь.

## История
С 2013 года по 2018 год входила в состав Калатичского сельсовета.

## Население
- 1999 год — 512 человек
- 2009 год — 314 человек